# Automatenfachmann

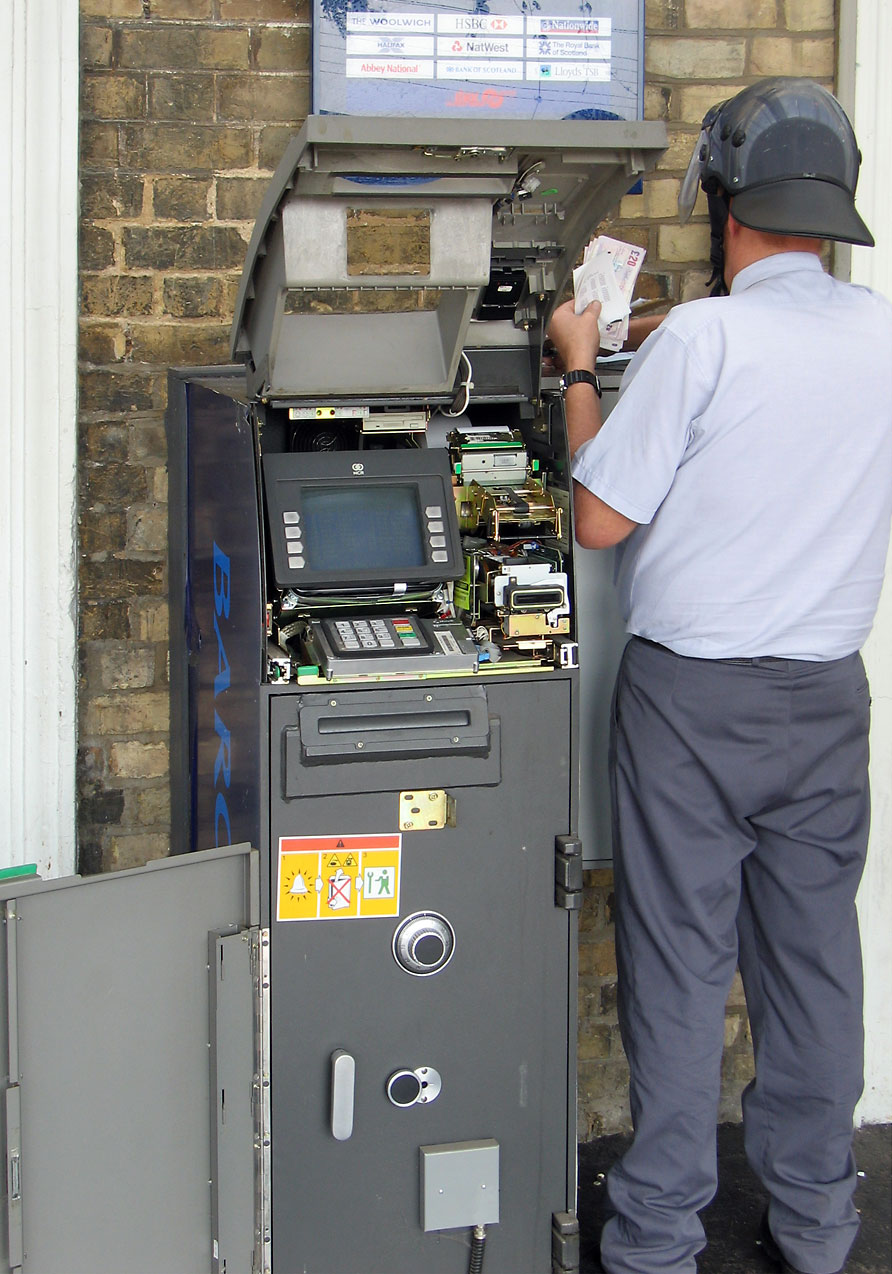
Wartungsarbeiten an einem Geldautomaten

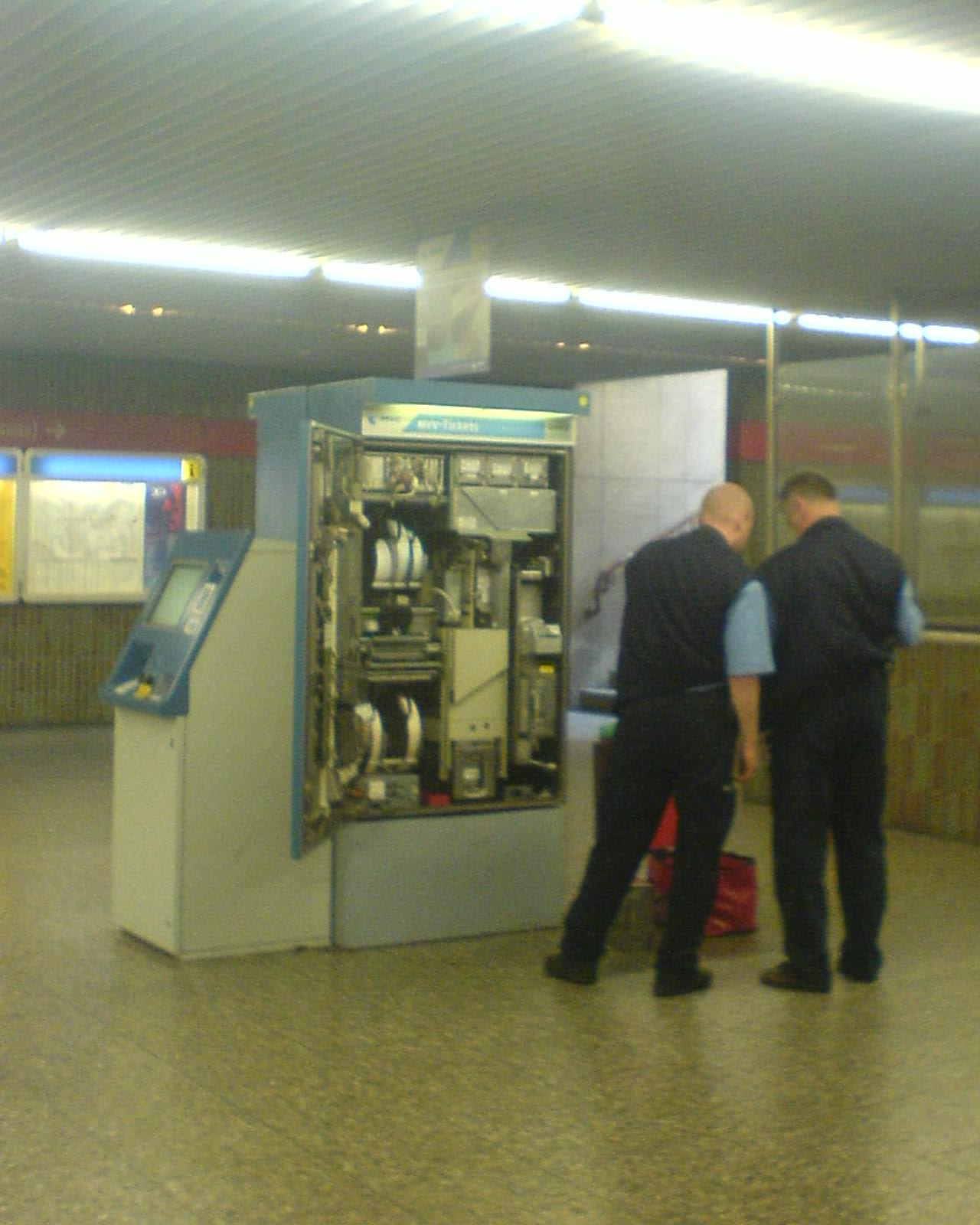
Befüllung bzw. Entleerung eines MVV-Fahrkartenautomaten

Der Automatenfachmann/-frau ist in Deutschland ein staatlich anerkannter Ausbildungsberuf nach Berufsbildungsgesetz.

## Ausbildung
Die Berufsausbildung zum Automatenfachmann beträgt in der Regel drei Jahre und erfolgt sowohl im Ausbildungsbetrieb als auch in der Berufsschule. Für die Ausbildung wird ein mittlerer Schulabschluss empfohlen, wobei viele Unternehmen auch Bewerbern mit einem abgeschlossenen Hauptschulabschluss eine Chance geben. Neben dem Abschluss sollte ein gesteigertes Interessesowie ausreichend gute Noten in den Schulfächern Mathematik, Werken, Wirtschaft und Informatik vorhanden sein.
In den ersten 18 Monaten findet eine Grundausbildung statt, in welcher unter anderem Grundlagen in den Bereichen Warenbewirtschaftung, Umgang mit Informations- und Kommunikationssystemen sowie der Abrechnung und Auswertung von Automatenaufstellplätzen vermittelt werden. Darüber hinaus lernen die Auszubildenden, wie sich betriebliche Zusammenhänge bewerten und entsprechend darstellen lassen. Im weiteren Verlauf der Ausbildung werden die erworbenen Kenntnisse verdichtet und durch weitere spezifische Themen ergänzt.

## Vergütung während der Ausbildung
Die Höhe der Ausbildungsvergütung richtet sich in der Regel nach tarifvertraglichen Regelungen und kann in den einzelnen Bundesländern unterschiedlich ausfallen.
- 1. Ausbildungsjahr: zwischen 430 und 575 €
- 2. Ausbildungsjahr: zwischen 480 und 647 €
- 3. Ausbildungsjahr: zwischen 550 und 725 €

## Arbeitsgebiete
Automatenfachleute sind in Unternehmen der Automatenwirtschaft insbesondere in folgenden Bereichen tätig: Waren-, Getränke- und Verpflegungs-, Geld- und Bank-, Ticket-, Telefon-, Zeiterfassungs- sowie Unterhaltungsautomaten. Sie können auch bei Automatenbetreibern wie Verkehrsunternehmen, Parkhausbetrieben, gastronomische Betrieben, Geldinstituten, Spielstättenbetreibern und Freizeiteinrichtungen beschäftigt sein.

## Struktur des Berufes

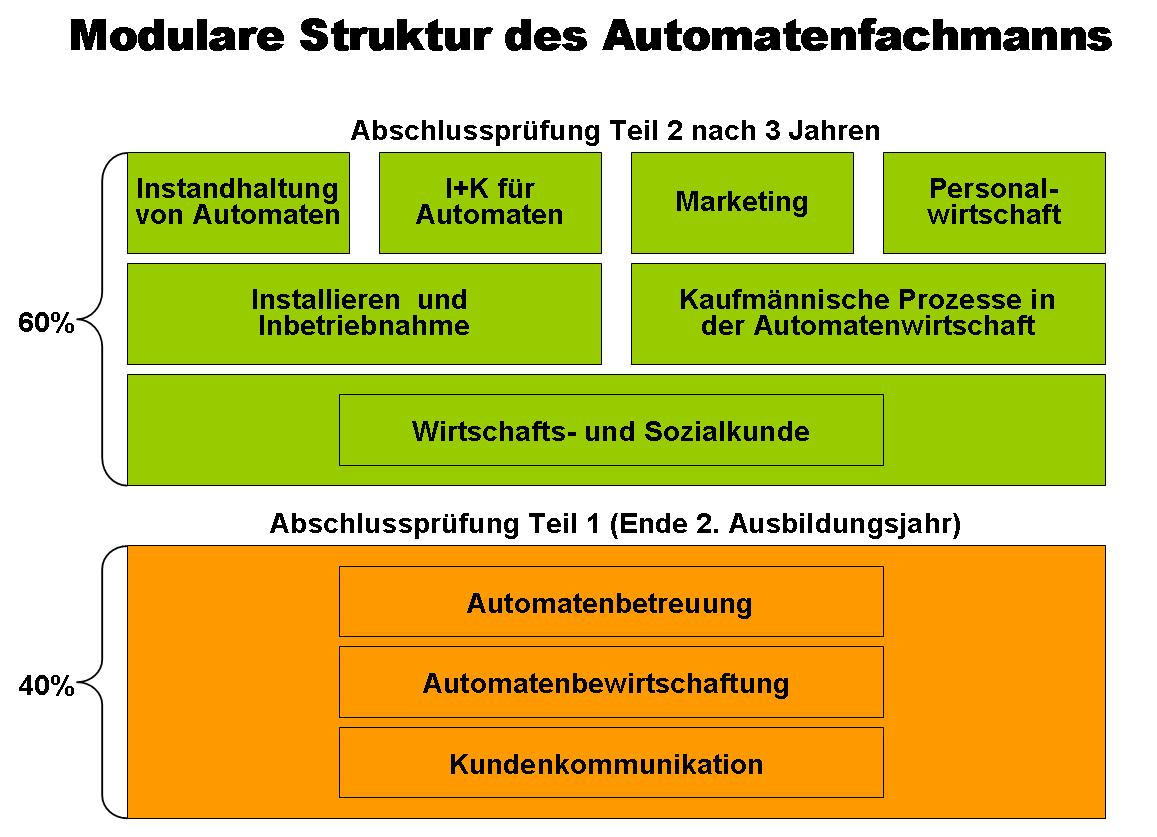
Wahlqualifikationen beim Ausbildungsberuf Automatenfachmann

Die ersten beiden Ausbildungsjahre des Automatenfachmanns sind identisch mit den beiden Ausbildungsjahren des zweijährigen Ausbildungsberufes Fachkraft für Automatenservice, der im gleichen Zug entstanden ist. Im dritten Ausbildungsjahr kann der Ausbildungsbetrieb mittels Wahlqualifikationseinheiten die Ausbildung auf die betrieblichen Bedürfnisse zuschneiden. Es stehen insgesamt sechs Wahlqualifikationseinheiten zur Verfügung. Durch eine Kombination der Wahlqualifikationseinheiten kann der Betrieb ein eher kaufmännisches oder ein eher technisches Ausbildungsprofil erreichen.

## Berufliche Fähigkeiten
Automatenfachleute
- stellen betriebsfertige Automaten auf und schließen sie an
- leeren und befüllen Automaten
- prüfen die Warenbestände und ergänzen sie
- führen Automatenabrechnungen und Kassenabschlüsse durch
- prüfen Zahlungsmittel und Waren
- reinigen und warten Automaten und tauschen Bauteile aus
- überprüfen die Funktion von Automaten
- erkennen Störungen und deren Ursachen, dokumentieren und beheben sie
- erklären Kunden die Funktion von Automaten und weisen sie in die Bedienung ein
- ermitteln Bedarf an Waren und Ersatzteilen
- führen Informations- und Beratungsgespräche durch
- ermitteln Konsumverhalten und -bedarf
- empfehlen Standorte für Gerätetypen
- bearbeiten Reklamationen
- wirken bei Werbeaktionen mit
- wenden rechtliche Vorschriften bei Aufstellung und Betrieb von Automaten an
- analysieren Arbeitsvorgänge im eigenen Arbeitsbereich und verbessern sie

Sie sind in drei der nachfolgenden Wahlqualifikationen besonders qualifiziert:
- Kaufmännische Geschäftsprozesse in der Automatenwirtschaft
- Installation und Inbetriebnahme von Automaten
- Marketing
- Personalwirtschaft
- Instandhaltung von Automaten
- Informations- und Kommunikationstechnik für Automaten

## Erprobungsverordnung
Der Automatenfachmann ist gemeinsam mit dem zweijährigen Ausbildungsberuf Fachkraft für Automatenservice in der Ausbildungsordnung über die Berufsausbildung in der Automatenwirtschaft verordnet worden. Da mit den beiden Ausbildungsberufen neue Branchen angesprochen wurden, ist die Ausbildungsordnung zunächst bis zum 31. Juli 2013 befristet. In dieser Zeit werden der Bedarf und der Zuschnitt des Ausbildungsberufes geprüft und ggf. angepasst. Das Bundesinstitut für Berufsbildung hat zu diesem Zweck ein Entwicklungsprojekt ins Leben gerufen. Ziel ist, „Informationen über die erprobte Struktur und die erprobten Inhalte der [...] Verordnung zu sammeln und zu bewerten. Damit verbunden ist eine Analyse zur Etablierung des Berufs. Auf diesem Wege werden Erkenntnisse für eine Entscheidung darüber gewonnen, ob die Erprobungsverordnung in Dauerrecht überführt werden soll und welche Modifikationen in diesem Fall vorzunehmen sind.“.

## Abschlussprüfung
Die berufliche Handlungskompetenz wird in diesem Beruf durch eine Gestreckte Abschlussprüfung nachgewiesen. Sie besteht aus insgesamt fünf Prüfungsbereichen:
1. Prüfungsbereich Automatenbetreuung
2. Prüfungsbereich Automatenbewirtschaftung
3. Prüfungsbereich Kundenkommunikation
4. Prüfungsbereich Automatenwirtschaft
5. Prüfungsbereich Wirtschafts- und Sozialkunde

Der Teil 1 der Abschlussprüfung soll am Ende des zweiten Ausbildungsjahres stattfinden. Die Prüfungsbereiche sind mit Ausnahme von Wirtschafts- und Sozialkunde identisch mit den Prüfungsbereichen des zweijährigen Ausbildungsberufes Fachkraft für Automatenservice. Teil 1 der Abschlussprüfung wird mit 40 % am Gesamtergebnis, Teil 2 mit 60 % gewichtet.

### Prüfungsbereich Automatenbetreuung
Der Auszubildende soll in diesem Prüfungsbereich nachweisen, dass er
a) den Automatenservice kundenorientiert planen, durchführen, kontrollieren und dokumentieren,
b) die Funktionsfähigkeit von Automaten überprüfen und sicherstellen,
c) technische Kommunikationsmittel anwenden sowie
d) Sicherheit und Gesundheitsschutz bei der Arbeit, Umweltschutz sowie rechtliche Rahmenbedingungen berücksichtigen kann.
Zum Nachweis dieser Kompetenzen muss aus zwei der nachfolgenden Tätigkeiten ausgewählt werden:
- Aufstellen und Anschließen betriebsfertiger Automaten,
- Auslesen, Befüllen und Entleeren,
- Warten und Reinigen von Automaten, einschließlich Austausch von Verschleißteilen,
- Fehlersuche und Beseitigung von Störungen;

Wichtig ist, dass der betriebliche Ausbildungsschwerpunkt dabei zugrunde gelegt werden soll. Der Auszubildende führt zwei Arbeitsproben durch, für die er insgesamt 90 Minuten Zeit hat.

### Prüfungsbereich Automatenbewirtschaftung
Der Auszubildende soll in diesem Prüfungsbereich nachweisen, dass er
a) Automatenabrechnungen und Kassenabschlüsse durchführen,
b) Automateneinsatz unter wirtschaftlichen Kriterien bewerten und Optimierungsvorschläge entwickeln,
c) Maßnahmen zur Kundenbindung und zur Kundengewinnung umsetzen sowie
d) den Bedarf an Waren und Ersatzteilen ermitteln kann.
Der Auszubildende bearbeitet in diesem Prüfungsbereich in 90 Minuten schriftliche Aufgaben anhand praxisbezogener Fälle.

### Prüfungsbereich Kundenkommunikation
Der Auszubildende soll in diesem Prüfungsbereich nachweisen, dass er
a) die situationsgerechte Information und Beratung von Kunden darstellen,
b) Möglichkeiten der Konfliktlösung aufzeigen, sowie
c) Reklamationen und Beschwerden bearbeiten kann.
Der Auszubildende bearbeitet in diesem Prüfungsbereich in 90 Minuten schriftliche Aufgaben anhand praxisbezogener Fälle.

### Prüfungsbereich Automatenwirtschaft
Der Auszubildende soll in diesem Prüfungsbereich nachweisen, dass er
a) Arbeitsabläufe ziel- und kundenorientiert selbständig planen,
b) Arbeitsaufträge bearbeiten und Lösungen entwickeln sowie
c) Arbeitsergebnisse qualitätsorientiert kontrollieren kann.
Unter Berücksichtigung der Wahlqualifikationen erstellt der Auszubildende in bis zu fünf Stunden bis zu zwei Prüfungsprodukte. Diese stammen aus den Gebieten:
- Installieren und Reparieren von Automaten oder
- Bearbeiten von kaufmännischen Geschäftsvorgängen;

Die Prüfungsprodukte werden mit branchenüblichen Unterlagen dokumentiert. Weiterhin erstellt er eine schriftliche Arbeitsplanung.

### Prüfungsbereich Wirtschafts- und Sozialkunde
Der Auszubildende soll in diesem Prüfungsbereich in 60 Minuten nachweisen, dass er allgemeine wirtschaftliche und gesellschaftliche Zusammenhänge der Berufs- und Arbeitswelt darstellen und beurteilen kann.

### Gewichtung der Prüfungsbereiche
Die Prüfungsbereiche werden wie folgt gewichtet:
| Automatenbetreuung           | 20 Prozent |
| Automatenbewirtschaftung     | 10 Prozent |
| Kundenkommunikation          | 10 Prozent |
| Automatenwirtschaft          | 50 Prozent |
| Wirtschafts- und Sozialkunde | 10 Prozent |

### Bestehensregelung
Der Auszubildende hat seine Abschlussprüfung bestanden, wenn die Leistungen
1. im Gesamtergebnis von Teil 1 und 2 der Abschlussprüfung mit mindestens „ausreichend“,
2. im Ergebnis von Teil 2 der Abschlussprüfung mit mindestens „ausreichend“,
3. im Prüfungsbereich Automatenwirtschaft von Teil 2 der Abschlussprüfung mit mindestens „ausreichend“ und
4. in keinem Prüfungsbereich von Teil 2 der Abschlussprüfung mit „ungenügend“

bewertet worden sind.
Eine mündliche Ergänzungsprüfung von etwa 15 Minuten Dauer ist im Prüfungsbereich Wirtschafts- und Sozialkunde möglich, wenn damit die Abschlussprüfung bestanden werden kann. Voraussetzung ist, dass diese Prüfungsbereiche mit schlechter als „ausreichend“ bewertet wurden. Eine mündliche Ergänzungsprüfung zur Verbesserung der Note ist nicht möglich.

## Auszeichnungen
Im Jahr 2011 hat der erste Automatenfachmann seine Abschlussprüfung mit der Note „sehr gut“ abgeschlossen. Er wurde am 12. Dezember 2011 auf der 6. Nationalen Bestenehrung des DIHK vom Bundesminister für Wirtschaft und Technologie Philipp Rösler geehrt.